# Нагорский, Валентин Федосеевич
Валентин Федосеевич Наго́рский (1845—1912) — российский эпизоотолог, один из организаторов ветеринарного дела в России.

## Биография
Родился 29 июля (10 августа) 1845 года в Кинешме. Учился в Петербурге, в Императорской медико-хирургической академии; окончил два её отделения: в 1868 году ветеринарное, в 1872-м — медицинское. В 1880-м защитил докторскую диссертацию.
В 1883 году организовал первое в стране ветеринарное бюро при Московской губернской управе. Став главой московской городской и земской ветеринарии, за довольно короткий срок создал и внедрил планомерную систему ветеринарных мероприятий, которые вызвали многочисленные подражания в других губерниях.
С 1905 по 1912 г. Валентин Федосеевич — начальник Ветеринарного управления Министерства внутренних дел. Находясь в этой должности, Нагорский впервые в России составил ветеринарное законодательство, организовал повторительные курсы для ветеринарных врачей, разработал правила содержания скота и постановление об устройстве и содержании боен, создал систему противодействия эпидемиям и эпизоотиям в России.
В 1899, 1905 и 1909 годах участвовал в Международных ветеринарных конгрессах. В 1903 и 1910 гг. был организатором 1-го и 2-го Всероссийских съездов ветеринарных врачей.
Скончался 29 марта 1912 года в Петербурге.

## Сочинения
- Опыт эпизоотологии как учения о причинах и процессе массового развития заразных болезней домашних животных. Предупреждение эпизоотий и борьба с ними. — СПб., 1902.
- Основные принципы и условия борьбы с эпизоотиями. — СПб., 1904.